# إعدام الغرير في المملكة المتحدة

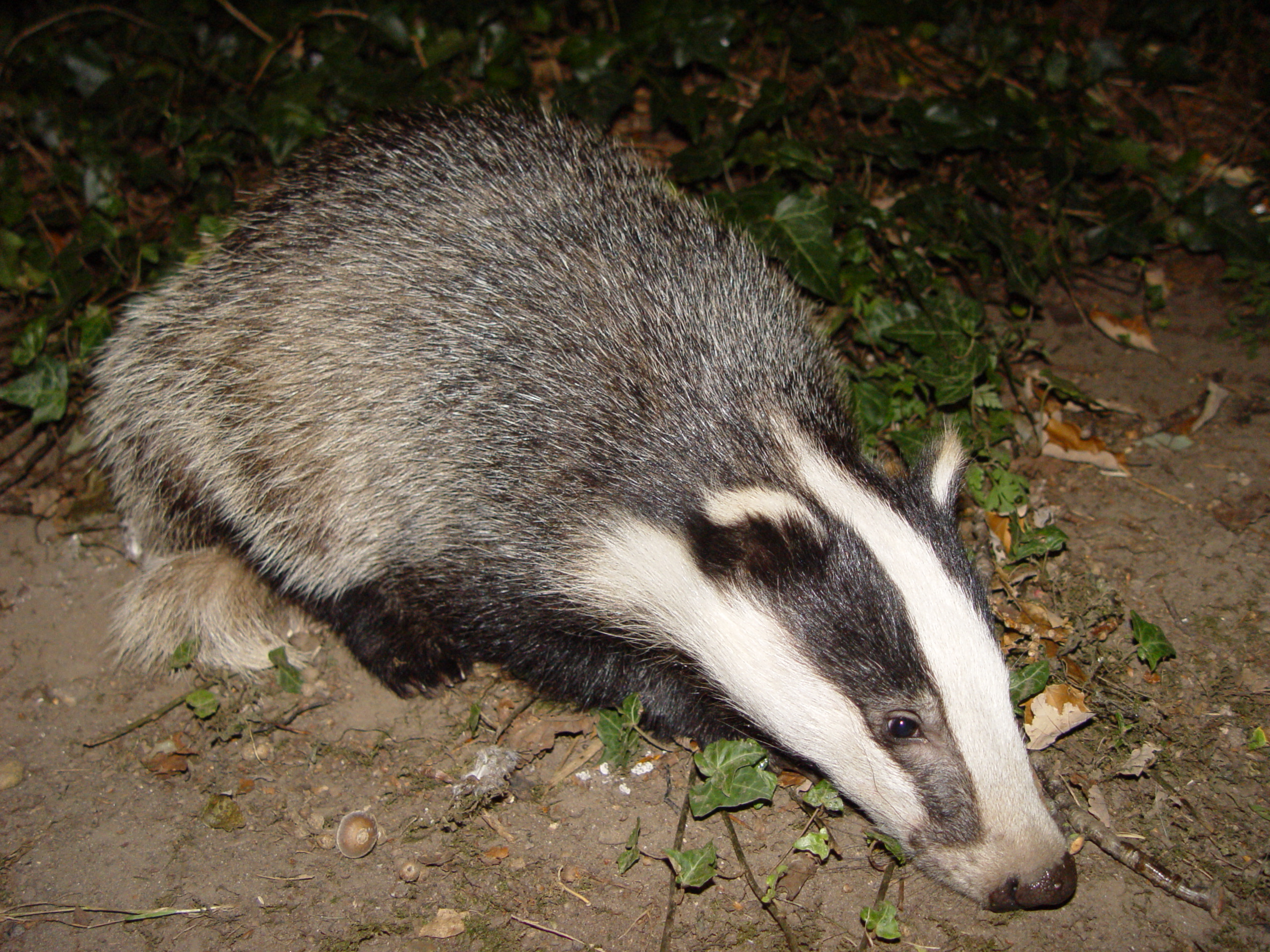
الغرير الأوروبي

يُسمح بإعدام الغرير في المملكة المتحدة بموجب ترخيص، ضمن منطقة محددة وجدول زمني، كوسيلة لتقليل أعداد الغرير على أمل السيطرة على انتشار مرض السل البقري. يمكن للبشر ان يصابوا بمرص السل البقري، لكن تدابير مراقبة الصحة العامة بما في ذلك بسترة الحليب واللقاح الخاص بهذا المرض تعني انه ليس له خطورة كبيرة على صحة الإنسان.
يؤثر المرض على الماشية وحيوانات المزارع الأخرى (بما في ذلك الخنازير والماعز والغزلان والأغنام والألبكة واللاما)، وبعض أنواع الحياة البرية بما في ذلك الغرير والغزلان وبعض الحيوانات الأليفة المحلية. انتشر مرض السل البقري من مناطق معزولة في أواخر الثمانينات لتغطية مناطق واسعة من غرب وجنوب غرب إنجلترا وويلز في 2010م. يعتقد بعض الناس أن هذا يرتبط بعدم السيطرة على الغرير.
في تشرين الأول عام 2013م، تمت تجربة الإعدام في إنجلترا بشكل مثير للجدل في منطقتين رائدتين في غرب غلوسترشير وغرب سومرست. كان الهدف الرئيسي من هذه المحاكمات تقييم إنسانية عمليات الإعدام باستخدام «إطلاق نار مجاني» (كانت الأساليب السابقة تحاصر الغرير في الأقفاص قبل إطلاق النار عليهم). تم تكرار المحاكمات في 2014م و2015م، وتوسعت إلى منطقة أكبر في 2016م و2017م. واعتبارًا من عام 2019م، لا توجد سياسة على نطاق واسع في المملكة المتحدة تتعلق بإعدام الغرير.

## التاريخ
تم حرق العديد من الغرير بالغاز في أوروبا خلال الستينيات والسبعينيات للسيطرة على داء الكلب.
تم اكتشاف الكائن الحي الذي يسبب مرض السل البقري في عام 1882، لكن الأمر استغرق حتى عام 1960م لإجراء الاختبارات الإلزامية للمرض، وكان الاختبار سابقًا طوعيًا. تم اختبار القطعان التي تم تصديقها على أنها خالية من السل سنويًا. أولئك الذين لم يتم اختبارهم كانوا قادرين على الاستمرار في التداول بدون اختبار. بدأ برنامج الاختبار والذبح ونجح. حتى الثمانينيات، كان إعدام الغرير في المملكة المتحدة يتم بالغاز. وبحلول عام 1960م، كان يعتقد أنه قد تم القضاء على المرض في المملكة المتحدة، حتى عام 1962 عندما كان عدد السكان الجديد من الغرير السلي يقع في غلوسترشير أظهرت التجارب اللاحقة أنه يمكن انتشار مرض السل البقري من الغرير إلى الماشية، وحاول بعض المزارعين إعدام الغرير على أراضيهم. ضغطت مجموعات حماية الحياة البرية على البرلمان الذي استجاب بتمرير قانون بادجر لعام 1973م، مما يجعل من جريمة محاولة قتل أو أخذ أو إصابة الغرير أو التدخل في مجموعاتهم دون ترخيص. هذه القوانين واردة الآن في قانون حماية البادجر لعام 1992م.

## حالة الغرير
الغرير الأوروبي ليسو من الأنواع المهددة بالانقراض، لكنهم من بين أكثر الحيوانات البرية المحمية قانونيًا في المملكة المتحدة، ويتم حمايتهم بموجب قانون حماية البادجر لعام 1992م، وقانون الحياة البرية والريف لعام 1981م، واتفاقية الحفاظ الحياة البرية الأوروبية والموائل الطبيعية.

## الحجج للإعدام
قبل عملية إعدام بادجر 2012-2013م، ذكرت إدارة البيئة والأغذية والشؤون الريفية الحكومية (ديفرا)  أن مكافحة الغرير كانت ضرورية لأن «... ما زلنا بحاجة إلى معالجة السل من أجل دعم المعايير العالية لصحة الحيوانات ورفاهها، لتعزيز قطاعات اللحم البقري ومنتجات الألبان المستدامة، لتلبية المتطلبات القانونية والتجارية للاتحاد الأوروبي وتقليل التكلفة والعبء على المزارعين ودافعي الضرائب». سرد هذا التقرير الأسباب التالية للسيطرة على مرض مرض السل البقري:
1. حماية صحة العامة والحفاظ على ثقتهم في سلامة المنتجات التي تدخل السلسلة الغذائية.
2. حماية وتعزيز صحة ورفاهية الحيوانات.
3. تلبية المملكة المتحدة الدولية (ولا سيما الاتحاد الأوروبي) والالتزامات القانونية المحلية والحفاظ على سمعة المملكة المتحدة للطعام الآمن والعالي الجودة.
4. الحفاظ على قطاعات لحوم البقر والألبان المنتجة والمستدامة في إنجلترا، وتأمين الفرص للتجارة الدولية وتقليل الآثار البيئية.
5. تخفيض تكلفة والعبء على المزارعين ودافعي الضرائب.

يمكن أن يصاب البشر بعدوى بكتريا المتفطرة البقعية، التي تسبب مرض "السل البقري. بين عامي 1994-2011م، كانت هناك 570 حالة بشرية من مرض السل البقري في البشر. يُعتقد أن معظم هذه الحالات في الأشخاص الذين تبلغ أعمارهم 45 عامًا أو أكثر، والذين يمكن أن يكونوا مصابين قبل أن تصبح بسترة الحليب شائعة في المملكة المتحدة.
أحد طرق الانتقال إلى البشر هي شرب الحليب المصاب وغير المبستر (البسترة تقتل البكتيريا). يمكن أن يصيب البادجر الاوروبيين وينقل المرض إلى الماشية، مما يشكل خطرًا على سلسلة الغذاء البشري. يعد إعدام الطيور طريقة تستخدم في أجزاء من المملكة المتحدة لتقليل عدد الغرير وبالتالي تقليل حدوث وانتشار هذا المرض الذي قد يصيب البشر.
يمكن أن ينتشر المرض من خلال التوطين عن طريق الزفير أو إفرازات الأفراد المصابين. إن إسكان الأبقار الحديث، الذي يتمتع بتهوية جيدة، يجعل هذه العملية أقل فعالية نسبيًا، ولكن في إسكان الماشية على الطراز القديم أو في مجموعات الغرير، يمكن أن ينتشر المرض بسرعة أكبر. تتراوح البادجر على نطاق واسع في الليل، ومن المحتمل أن ينتشر المرض على مسافات طويلة. يميز البادجر أراضيهم بالبول، والتي يمكن أن تحتوي على نسبة عالية من بكتيريا المرض، وفقًا لـلاحصائيات فان معدل الإصابة بين البادجر هو (4-6)%.
في عام 2014م في الغالب في جنوب غرب إنجلترا. ويعتقد أنها عادت للظهور بسبب تفشي مرض الحمى القلاعية عام 2001م الذي أدى إلى ذبح الآلاف من الماشية واضطرار المزارعين لشراء المنتجات الجديدة في جميع أنحاء المملكة المتحدة.

## الحجج ضد الإعدام
إن خطر إصابة البشر بمرض السل البقري من الحليب منخفض للغاية إذا تم اتخاذ بعض الاحتياطات، وقد جادل العلماء في أن إعدام الغرير غير ضروري. تم قبول المخاطر المنخفضة من قبل ديفرا الذي كتب في تقرير نشر في عام 2011م: «إن المخاطر على الصحة العامة منخفضة للغاية هذه الأيام، ويرجع ذلك إلى حد كبير إلى بسترة الحليب وبرنامج مراقبة السل ومكافحته في الماشية».
تعارض مجموعات رعاية الحيوانات مثل البادجر والجمعية الملكية لمنع القسوة الحيوانات ما يعتبرونه ذبحًا عشوائيًا للغرير - التي تتمتع بأنها قانونية خاصة في المملكة المتحدة - في مقابل ما يصفونه بأنه تأثير صغير نسبيًا.
الماشية والغرير ليست الناقل الوحيد لمرض السل البقري. يمكن أن يصيب المرض وينتقل عن طريق الحيوانات الأليفة مثل القطط والكلاب والحياة البرية مثل الغزلان والماشية الزراعية مثل الخيول والماعز. على الرغم من أن تواتر العدوى من الثدييات  الأخرى عمومًا أقل بكثير مما هو عليه في الماشية والغرير، فقد تم إظهار أنواع أخرى من الحيوانات البرية على أنها حامل محتمل لـلمرض. في بعض مناطق جنوب غرب إنجلترا، تم اعتبار الغزلان، وخاصة الغزلان البور بسبب سلوكها الإجتماعي  كمضيف صيانة محتمل لانتقال المرض وقد قيل أنه في بعض المناطق المحلية، فإن خطر الانتقال إلى الماشية من الغزلان البور أكبر مما هو عليه من الغرير.
تشير الأبحاث التي تم الإبلاغ عنها في عام 2016م إلى أن مرض السل البقري لا ينتقل عن طريق الاتصال المباشر بين الغرير والماشية، ولكن من خلال المراعي والروث الملوثة. هذا له آثار مهمة على الممارسات الزراعية مثل انتشار الملاط. وباستخدام طوق تحديد الموقع صغير بما يكفي لارتدائه من قبل الغرير، قام الباحثون بتتبع أكثر من 400 رأس من الماشية عندما كانوا في أراضي 100 غرير. في 65000 ملاحظة مرة واحدة لم يحصل الغرير على مسافة 10 أمتار من بقرة - فضل الغريرون أن يكونوا على بعد 50 مترًا. وقد نُقل عن الخبراء قولهم إن توسيع الذبابة «الذباب في وجه الأدلة العلمية» وأن عملية الذبح هي مضيعة «وحشية» للوقت والمال.

## بدائل الإعدام
بموجب إتفاقية برن بشأن الحفاظ على الحياة البرية الأوروبية والموائل الطبيعية، يُسمح بإعدام الغرير فقط كجزء من إستراتيجية الحد من مرض السل البقري إذا لم يكن هناك بديل مُرضٍ.
هناك دعم شعبي واسع النطاق لبديل للإعدام. في أكتوبر 2012م، صوت النواب 147 لصالح اقتراح لوقف إعدام الغرير 2012-2013م و28 ضده. وقد أثار النقاش عريضة على موقع الحكومة الإلكترونية للالتماسات الإلكترونية، والتي تجاوزت في ذلك الوقت 150 ألف موقع، والتي جمعت بحلول يونيو 2013م حوالي ربع مليون موقع. وبحلول الوقت الذي أغلقت فيه في 7 سبتمبر 2013م، كان هناك 303، 929 توقيعًا محطمة الرقم القياسي لأكبر عدد من الأشخاص على الإطلاق للتوقيع على عريضة إلكترونية من الحكومة.

## التطعيم
في يوليو / تموز 2008، أدلت هيلاري بن، وزيرة الدولة للبيئة والأغذية والشؤون الريفية آنذاك، ببيان سلط الضوء على إجراءات أخرى غير الإعدام، بما في ذلك تخصيص تمويل قدره 20 مليون جنيه استرليني لتطوير لقاح فعال ضد السل من أجل الأبقار والغرير، ولقاح الغرير الفموي.
في مارس 2010، قامت ديفرا بترخيص لقاح للغرير. اللقاح فعال فقط على الحيوانات التي ليس لديها المرض بالفعل ولا يمكن توصيله إلا عن طريق الحقن. وهو متاح بوصفة طبية، ويخضع لترخيص لاصطياد الغرير من الغابات الطبيعية في إنجلترا. ولكن فقط حيث يتم إجراء الحقن بواسطة مطعمين مدربين.

### إنجلترا
في إنجلترا، تعتبر الحكومة التطعيم الغرير جزءًا ضروريًا من مجموعة من التدابير للسيطرة على السل، لأنها تقدر تكلفة التطعيم بحوالي 2250 جنيهًا إسترلينيًا لكل كيلومتر مربع سنويًا، وتلاحظ أن معظم ملاك الأراضي والمزارعين لا يهتمون كثيرًا في دفع هذه التكلفة بأنفسهم.

### ويلز
في ويلز، يتم إجراء التطعيم الغرير بدلاً من الإعدام. في حين أن تجربة ميدانية في تطعيم البادجر جارية في جمهورية أيرلندا، حتى الآن، لا يتم إجراء عملية إعدام أو تطعيم في أيرلندا الشمالية.

### اسكتلندا
أُعلنت اسكتلندا رسميًا خالية من السل بموجب قواعد الاتحاد الأوروبي، لذلك لا توجد مقترحات لإعدام الغرير هناك.
كما هو الحال مع جميع اللقاحات، لن يضمن لقاح الماشية أن جميع الحيوانات المحصنة محمية تمامًا من العدوى.
يمكن الحد من جميع أمراض الثروة الحيوانية المعدية من خلال ممارسات التربية الجيدة العامة. يمكن تقليل المخاطر السل عن طريق اتباع نظام غذائي متوازن بعناية للماشية، وتحديد مصادر المخزون البديل بعناية، والحفاظ على كثافات التخزين الصحيحة والحفاظ على الحظائر نظيفة وجيدة التهوية.